# Őrfalu
Őrfalu (szlovénül: Dankovci) falu Szlovéniában, Muravidéken, Pomurska régióban. Közigazgatásilag Battyándhoz tartozik.

## Fekvése
Muraszombattól 14 km-re északra, a Vendvidéki-dombság (Goričko) területén a Macskóc-patak partján fekszik. A patak lényegében két részre osztja a települést, melynek házai főként a lejtőkön állnak mivel a völgyben a föld homokos és kevéssé termékeny. A mintegy 60 ház között néhány hétvégi ház és üresen álló is található.

## Története
1365-ben "Donkolch" alakban említik először. Egy évvel később "Donkouch in districtu Waralyakurniky" alakban szerepel. Egyike volt annak a 73 falunak, melyet I. Lajos magyar király cserélt el 1365-ben Széchy Miklóssal Éleskő és Miskolc uradalmáért, valamint a Szent Péter és Pál apostolok tiszteletére létesült tapolcai apátság kegyuraságáért. Felsőlendva várához tartozott. 1499-ben "Dankowcz" alakban említik. 1685-ben Széchy Katalinnal kötött házassága révén Nádasdy Ferenc birtoka lett és a 19. századig a család birtokában maradt.  A faluban több kézműves is tevékenykedett, főként fazekasok, cipészek, kőművesekl, szabók, kovácsok. Az 1837. évi adatok szerint 55 katolikus és 83 evangélikus lakta.
A 19. században urai a Nádasdy és Szapáry családok voltak. Neve a 19. század második feléig "Dankócz" volt, amit magyarosították Őrfalura, valószínűleg onnan, hogy a szlovén Dankovci név hasonlít az északra levő Orfalu község Andovci nevére. A települést a mai napig sokan keverni szokták.
Vályi András szerint " DANKÓCZ. Tót falu Vas Vármegyében, földes Ura Gróf Nádasdy, és G. Szapáry Uraságok, lakosai katolikusok, fekszik hegyek között Martyantz mellett, mellynek filiája, határja tűrhető termésű, ’s tulajdonságaira nézve hasonló Borecsához, de némelly fogyatkozásaiért harmadik Osztálybéli."
Fényes Elek szerint " Dankócz, vindus falu, Vas vármegyében, a lendvai uradalomban, kopár köves vidéken, 93 evang., 50 kath. lak."
Vas vármegye monográfiája szerint " Őrfalu házainak száma 49, lélekszáma 289. Lakosai vendek, vallásuk r. kath. és ág. ev. Postája Tót-Keresztúr, távírója Csákány."

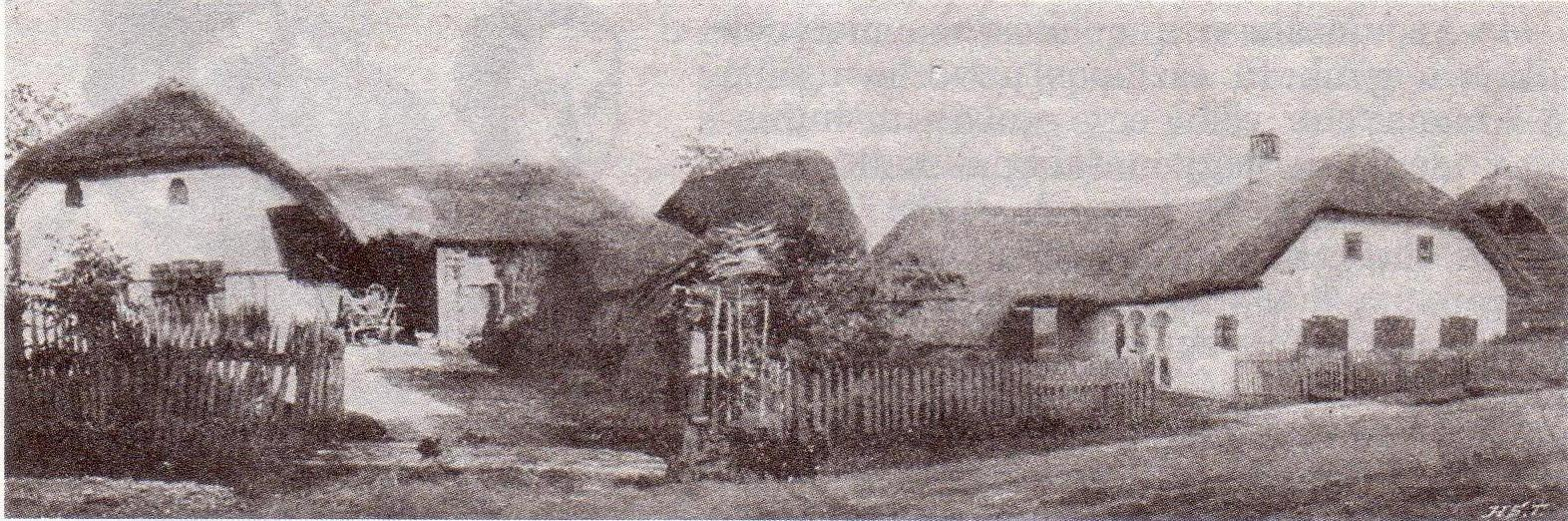
Őrfalu 1898-ban

1910-ben 279, túlnyomórészt szlovén lakosa volt. A trianoni békeszerződésig Vas vármegye Muraszombati járásához tartozott. 1919-ben átmenetileg a de facto Mura Köztársaság része lett, majd a Szerb–Horvát–Szlovén Királysághoz csatolták, ami 1929-től Jugoszlávia nevet vette fel. 1941-ben átmeneti időre ismét Magyarországhoz tartozott, 1945 után visszakerült jugoszláv fennhatóság alá. 1991 óta a független Szlovénia része. 2002-ben 148 lakosa volt, római katolikus és evangélikus vallásúak.